# Richard Wülker

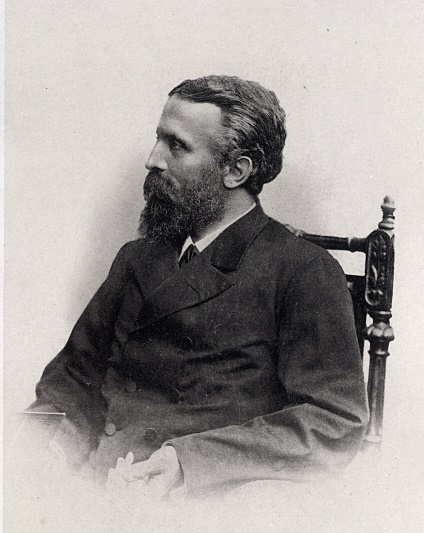
Professor Richard Wülker

Richard Paul Wülker, bis 1884 Wülcker, (* 29. Juli 1845 in Frankfurt am Main; † 8. August 1910 in Leipzig) war ein deutscher Anglist und Professor für Englische Sprache und Literatur an der Universität Leipzig. Seit 1888 war er Mitglied der Sächsischen Akademie der Wissenschaften und ab 1900 königlich sächsischer Geheimer Hofrat. 

## Leben

### Familie
Richard Paul Wülker wurde als Sohn eines wohlhabenden Silberhändlers geboren. Sein Großvater Friedrich Ernst Wülker war Silberwarenfabrikant und wurde Senator der Freien Stadt Frankfurt. Seinem Vater Philipp Heinrich Friedrich Wülker (* 13. Juli 1807 in Frankfurt am Main; † 18. Juni 1880 ebenda) gehörte als Inhaber die Silberwarenhandlung J. H. P. Schott Söhne in Frankfurt am Main. Seine Mutter Anna Margarethe (* 5. November 1816; † 5. Mai 1894), war die Tochter von Johann Martin Schott. Richard, einen von drei Söhnen des Paares, und seinen älteren Bruder, den späteren Germanisten und Archivar Ernst Wülcker, konnte der Vater schon früh für Literatur und Wissenschaft begeistern. Im Elternhaus befand sich auch eine umfangreiche Bibliothek.

### Beruflicher Werdegang

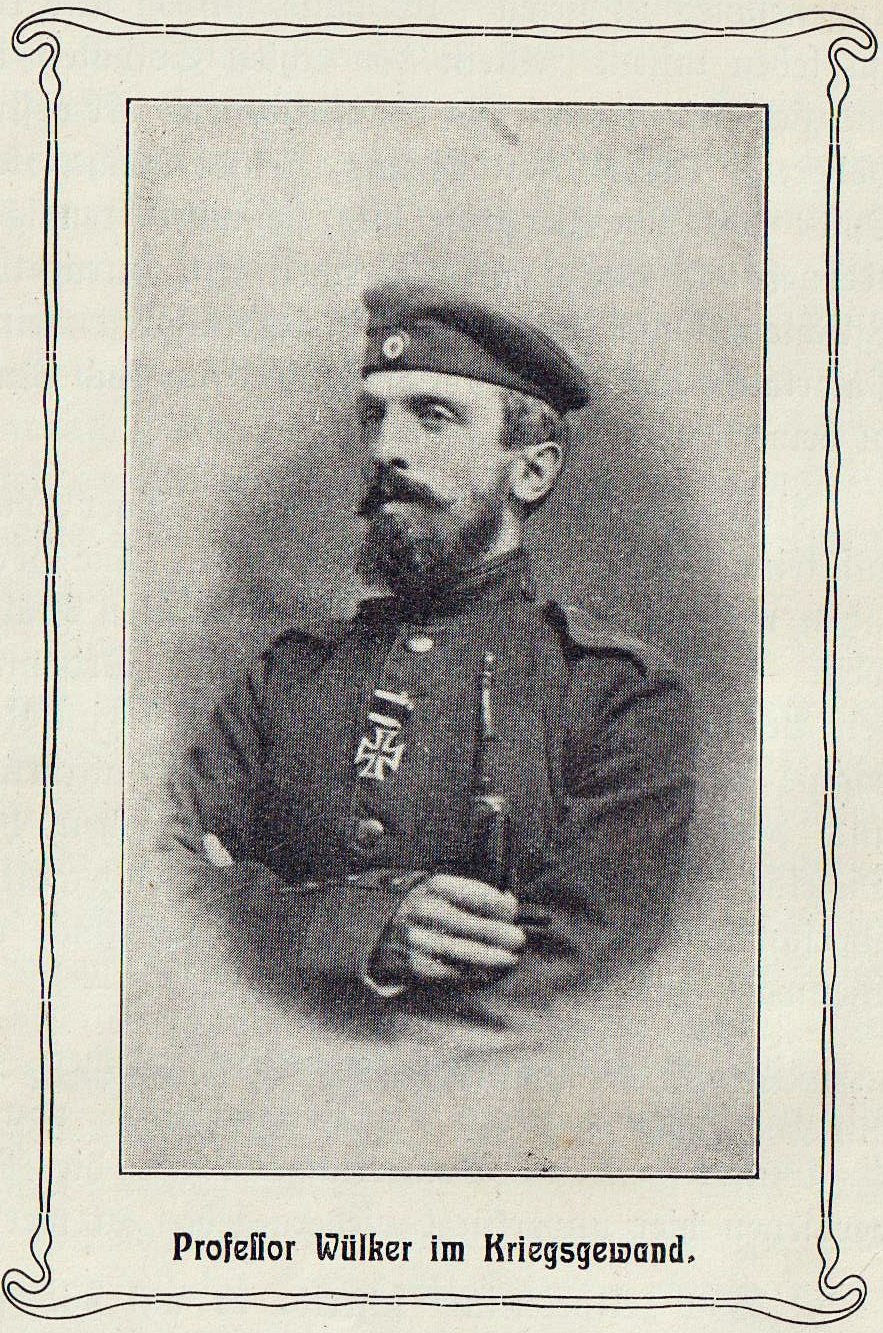
Richard Wülker als Soldat, 1871

Wülker besuchte von 1852 bis 1860 die Musterschule in seiner Heimatstadt und später, von 1860 bis 1865 das Städtische Gymnasium. Nach bestandenem Abitur begann er ein Studium der Anglistik, Germanistik und Romanistik an den Universitäten in Berlin, Leipzig und Marburg. Das Studium musste er wegen der Teilnahme am Deutsch-Französischen Krieg 1870 bis 1871 kurzzeitig unterbrechen. Hier erwarb er das Eiserne Kreuz 2. Klasse und publizierte später eine Sammlung von 50 seiner alten Feldpostbriefe. Auf dem Anmarsch war Wülker fußkrank in  Grünstadt im Quartier. Die darauf sich beziehenden Briefstellen wurden, zusammen mit einem Militärfoto, in dem Buch „Die Pfalz im Jahre 1870“ (Grünstadt, 1906), abgedruckt. An der Leipziger Universität promovierte er 1872 mit der Dissertation über Das Evangelium Nicodemi in der abendländischen Literatur zum Dr. phil. Bereits ein Jahr später habilitierte er sich an der Universität Leipzig mit der Habilitationsschrift zum Thema Übersicht über die neuangelsächsischen Sprachdenkmäler nebst einer Abhandlung über die Sprache und den Verfasser der Nonnenregel Ancrene Riwle und der Homilie Holi Meidenhad. Seit 1873 war er Privatdozent an der Philosophischen Fakultät der Leipziger Universität.
In der Folge hatte er als Autor und Herausgeber große Verdienste um die Anglistik. Das von ihm verfasste Altenglische Lesebuch erschien 1874 und 1879 in zwei Teilen. 1875/76 erhielt Wülker eine außerordentliche Professur, seit 1880 war er ordentlicher Professor für englische Sprache und Literatur an der Universität Leipzig. 1877 begründete er zusammen mit Moritz Trautmann die Zeitschrift für englische Philologie Anglia, die er bis 1890 selbst herausgab. Wülker und Trautmann gehörten 1878 zu den Mitbegründern der als Akademischer Verein für neuere Philologie gegründeten und 1924 in den ADB aufgenommenen Burschenschaft Plessavia in Leipzig. Unter seiner Herausgeberschaft erschien auch 1882 Kleinere angelsächsische Dichtungen. Sein Werk Grundriss zur Geschichte der angelsächsischen Litteratur. Mit einer Übersicht der angelsächsischen Sprachwissenschaft erschien 1885. Außerdem war Wülker Herausgeber der Reihe Bibliothek der angelsächsischen Poesie, veröffentlicht 1883 bis 1898 in drei Bänden, und der Bibliothek der angelsächsischen Prosa, die Christian Wilhelm Michael Grein begründete. 1888 wurde er Ordentliches Mitglied der Königlich-Sächsischen Gesellschaft der Wissenschaften zu Leipzig. Im Jahre 1900 erhielt er für seine Verdienste den Titel eines königlich sächsischen Geheimen Hofrates.

### Ehe und Nachkommen
Richard Wülker starb am 8. August 1910, im Alter von 65 Jahren, in Leipzig. Er war seit 1880 mit Gertrud Amalie Luise Lange (* 17. März 1860; † 19. Juni 1945) verheiratet, der Tochter des Leipziger Professors für Klassische Philologie Ludwig Lange. Das Paar hatte drei Kinder, zwei Söhne und eine Tochter. Ludwig Philipp Wülker (* 3. Februar 1881 in Leipzig; † 23. August 1953 in Hannover), Margarethe Adelheid Wülker (* 10. August 1883 in Leipzig; † 17. August 1948 in Königstein im Taunus) und Gerhard Wülker, der Zoologe wurde.

## Veröffentlichungen (Auswahl)

### Autor
- Charles Dickens und seine Werke. Seele, Leipzig 1898.
- Grundriss zur Geschichte der angelsächsischen Litteratur. Mit einer Übersicht der angelsächsischen Sprachwissenschaft. Veit, Leipzig 1885.
- Altenglisches Lesebuch. Niemeyer, Halle 1874/79.
- Geschichte der englischen Literatur von den ältesten Zeiten bis zur Gegenwart. 2. Auflage, Bibliographisches Institut, Leipzig/Wien 1911, 2 Bände.
- Fünfzig Briefe aus den Jahren 1870 und 1871. Privatdruck 1871 bzw. 2. Auflage, Niemeyer, Halle 1876.

### Herausgeber
- Aus meinem Leben. Dichtung und Wahrheit / Wolfgang von Goethe. Seemann, Berlin um 1912.
- Codex Vercellensis. Die angelsächsische Handschrift zu Vercelli in getreuer Nachbildung. Veit, Leipzig 1894.
- Das Beowulfslied nebst den kleineren epischen, lyrischen, didaktischen und geschichtlichen Stücken. Wiegand, Kassel 1881–1883.
- Mess-Memorial des Frankfurter Buchhändlers Michel Harder. Fastenmesse 1569. Joseph Baer, Frankfurt/Paris 1873.
- Anglo-Saxon and Old English Vocabularies by Thomas Wright. Second Edition. 2 Volumes. Trübner & Co, Ludgate Hill, London 1884